# Верхняя Ярославка
Ве́рхняя Яросла́вка — село в Сосновском районе Тамбовской области. Административный центр Верхнеярославского сельсовета. Численность постоянного населения Верхнеярославского сельского совета составляет 1277 человек (на 1 января 2018 года)

## История
Село Верхняя Ярославка впервые упоминается в документах 4 ревизии в 1782 году под названием «Новопоселенная деревня Ярославка, что на речке Ярославка, поручика Андрея Васильевича Сухарева крестьяне…». Первоначальное население составили 16 переселенцев из соседнего села Ольхи. Любопытным является факт отсутствия села на плане генерального межевания 1790 года. Нет Верхней Ярославки и на подробной карте Российской Империи 1816 года Вместе с тем, находки монет, датированных последней четвертью XVIII века, и упоминание об образовании села в книге известного исследователя и краеведа Н. В. Муравьёва, не оставляют сомнений о возникновении села именно в этот период.
Официальной датой основания Верхней Ярославки считается 1827 год.
На топографической карте А. И. Менде, датированной 1862 годом, Верхняя Ярославка указана уже как крупное село с несколькими улицами.

## Население
| Динамика численности населения | Динамика численности населения | Динамика численности населения | Динамика численности населения | Динамика численности населения | Динамика численности населения | Динамика численности населения | Динамика численности населения | Динамика численности населения |
| ------------------------------ | ------------------------------ | ------------------------------ | ------------------------------ | ------------------------------ | ------------------------------ | ------------------------------ | ------------------------------ | ------------------------------ |
| 1782                           | 1862                           | 1880                           | 1897                           | 1911                           | 1914                           | 1926                           | 1928                           | 2010                           |
| 16                             | 1823                           | 2585                           | 2991                           | 3734                           | 3768                           | 3810                           | 4222                           | 901                            |

| 2010 |
| ---- |
| 901  |

В списках населённых мест Тамбовской губернии по сведениям за 1862 год именуется как казённое село Верхняя Ярославка при рч. Верхней Ярославке. В нём было 177 дворов с населением 1823 человека (мужчин — 880, женщин — 943).
В издании «Волости и важнейшие селения Европейской России» 1880 г. указывалось, что в селе имелся 261 двор, а население составляло 2585 человек.
По данным Переписи населения Российской империи в 1897 году в Верхней Ярославке проживало 2991 человек (мужчин — 1436, женщин — 1555).
В 1910 году в селе было 515 домохозяйств, а земли — 4492 десятины. В Епархиальных сведениях 1911 года именуется как Верхняя Ярославка — Новые Ольхи. Дворов в селе насчитывалось 452, а население составляло 3445 человек (мужчин — 1672, женщин — 1773). Крестьяне имели 1 ½ десятины земли на душу. Сообщается о наличии двух школ — церковно-приходской и земской, смешанной, одноклассной. Имелось так же церковно-приходское попечительство.
Однако данные из адрес-календаря Тамбовской губернии за тот же 1911 г. несколько отличаются: 514 дворов с населением 3734 человека (мужчин — 1892, женщин — 1842). Надельной земли было 2410, владение ею общинное.
В 1914 году население Верхней Ярославки составляло 3768 человек (мужчин — 1890, женщин — 1878). Земли имелось 4457 десятин.
По данным переписи населения 1926 году в селе насчитывалось 770 хозяйств с населением 3810 человек (мужчин — 1822, женщин — 1988).
По спискам сельхозналога на 1928-29 гг. в Верхней Ярославке имелось 886 хозяйств с населением 4222 человека.

## Образование
Первая школа в Верхней Ярославке была открыта на средства крестьян в 1860 году. Размещалась она в течение 27 лет в наёмных крестьянских избах. В начале 1870-х долевое участие по содержанию школы стало принимать Моршанское уездное земство. Например, в 1876 году оно отпускало 145 рублей в год. Инспектор народных училищ, посетивший школу в 1885 году, в своём отчёте записал: «Открыта в 1860 году. Помещается тесно, темно и в низком здании. 60 мальчиков обучает Семён Солнцев за 150 рублей, земство на содержание школы отпускает 225 и общество 50 рублей в год. Есть предположение, что в скором времени будет построено для школы новое здание».
На средства сельского крестьянского общества в 1887 году для школы построено деревянное, на каменном фундаменте, крытое железом здание с одной классной комнатой и квартирой учителя. Высота здания 6 аршин. В конце 19 века учащихся числилось 92 человека.
В 1892 году Тамбовская епархия открыла в селе церковно-приходскую школу. В 1900 году она размещалась в специально построенном для школы кирпичном одноэтажном здании в одной классной комнате. Учащихся было 64 человека.
В 1913 году в школе работали: заведующий и законоучитель священник Алексий Семенович Черняевский, учительницы Анна Ивановна Корельская и Матрёна Дементьевна Новикова.
Матрёна Дементьевна Новикова в 1939 году Указом президиума Верховного Совета СССР за выдающиеся успехи в деле обучения и советского воспитания детей в сельских школах, за отличную постановку учебной работы и активное участие в общественной жизни деревни награждена орденом Трудового Красного Знамени.
После Октябрьской революции земская и церковно-приходская школы реорганизованы в единую трудовую советскую школу первой ступени, на базе последней в 1923 году открыта Неполная средняя школа, затем — семилетняя, а с 1940 года стала средней. В это время школа занимала три здания. Первое — кирпичное, одноэтажное, крытое железом, построено в 1924 году, площадь 266 кв.метров (до настоящего времени здание не сохранилось, но остатки фундамента находятся на территории школьного сада) Второе — кирпичное, одноэтажное, крытое железом, площадью 163 кв.метра (бывшая церковно-приходская школа, здание сохранилось в полуразрушенном состоянии рядом с домом учителя физики Евдокимова Н. Н.). Третье — деревянное, одноэтажное, крытое железом (приспособленное), построено в 1879 году (до настоящего времени не сохранилось).

## Храм
В 1851 году тщанием прихожан был построен деревянный храм. Престол освящён в честь святых бессеребренников и чудотворцев Космы и Дамиана, день памяти которых православная церковь празднует 14 ноября по новому стилю (1 ноября по старому стилю). В 1885 году на средства прихожан был построен новый Космодамиановский храм, деревянный, на каменном фундаменте, тёплый.
Согласно спискам духовенства Тамбовской епархии, в 1876 году в Верхней Ярославке, церковь Космодамианская деревянная, постройки 1851 г., престол один, главная. В штате настоятель священник Федор Иларионович Ждановский, 2 разряда, рукоположён в сан в 1852 году и псаломщик. Церковный староста государственный крестьянин Космынин с 1868 года.
Храм находился на берегу реки Ярославки (сейчас — Мирский пруд), в настоящее время — заросшая площадка за школьным садом. Храм окружал ухоженный вишневый сад, остатки которого сохранились до наших дней, на берегу пруда была церковная сторожка. Площадь перед храмом служила местом, где проходили важные для села события, например стихийный сход 14 ноября 1918 года послужил началом крестьянского восстания против комбедовцев. Рядом с храмом в ноябре-декабре 1918 года были похоронены убитые восставшими крестьянами 12 членов комитета бедноты. Разрушен в 1930-е годы. Фотографии храма не сохранились.
В 2017 году местными жителями зарегистрирован Православный Приход Храма Свв. Блгвв. Кн. Петра и Кн. Февронии Мичуринской Епархии Русской Православной Церкви (Московский Патриархат).
В настоящее время в селе действует молельный дом в здании бывшей библиотеки, расположенной вблизи зданий сельского клуба и школы. 8 декабря 2018 года епископ Мичуринский и Моршанский Гермоген совершил чин малого освящения храма в честь святых благоверных князя Петра и княгини Февронии, затем возглавил Божественную литургию иерейским чином в освященном храме.

## Известные люди, связанные с селом
- Дионисий (1859—1918) — диакон Космодамианской церкви села Верхняя Ярославка (1885—1888), епископ Измаильский (1914—1918).
- Загородников Лев Иванович — герой Первой мировой войны, старший унтер-офицер 40-й пехотного Колыванского полка, кавалер Георгиевских крестов II-й и III-й степеней (солдатских).
- Кравцова Валентина Фёдоровна — Заслуженный учитель школы РСФСР.
- Никонов Михаил Васильевич — кандидат технических наук, доцент, ректор Федерального государственного бюджетного образовательного учреждения дополнительного профессионального образования «Липецкий институт переподготовки и повышения квалификации кадров агропромышленного комплекса».
- Новикова Матрёна Дементьевна — в 1910—1940-е учительница Верхнеярославской неполной средней школы, кавалер ордена Трудового Красного знамени.
- Овчинников Владимир Серафимович — врач высшей квалификационной категории, главный врач ГБУЗ «Тамбовский областной госпиталь для ветеранов войн».
- Попов Александр Филиппович — Заслуженный врач Российской Федерации, Почетный кардиолог России.